# ウディ・ショウ
ウディ・ショウ（Woody Shaw、1944年12月24日 - 1989年5月10日）は、アメリカ合衆国のジャズ・ミュージシャン（トランペット奏者）。

## 来歴
ニュージャージー州ニューアーク出身。1962年18歳でエリック・ドルフィーとの共演、これが初レコーディングとなる。ホレス・シルヴァーグループやアート・ブレイキーのジャズ・メッセンジャーズというジャズの名門グループに参加する一方、ジャッキー・マクリーン、ジョー・ヘンダーソン、マッコイ・タイナー、チック・コリア、アンドリュー・ヒル、ラリー・ヤングといった新世代のミュージシャンとも共演し、ハード・バップからアバンギャルドまで一歩進んだ演奏スタイルで、1960年代後半以降から1970年代にかけてフレディ・ハバードと並ぶ実力派のトランペッターとして注目される。しかしながら、複雑でややもすると難解に聞こえるフレーズの多用や生真面目すぎる演奏スタイルのためか、スター的人気には到らず「過小評価、不当な評価」と言われることが多い。
1970年代、多くのミュージシャンがフュージョンブームに乗ってロック・ポップ調のスタイルに移行していく中、ウディは伝統的スタイルながらもハードでアグレッシブなジャズを貫き、数々の力作を残した。1974年にミューズ、1977年にCBS(コロムビア・レコード)と契約。『ローズウッド』 (1977年)や『ステッピング・ストーンズ:ライヴ・アット・ヴィレッジ・ヴァンガード』 (1978年)といったアルバムを発表している。
1989年2月、ブルックリンで地下鉄のホームから転落（弱っていた視力のせいともいわれる）し左腕を切断。その後の経過も思わしくなく、同年5月に死去した。
他の共演者は、スライド・ハンプトン、ルネ・マクリーン、アンソニー・ブラクストン、セシル・マクビー、ボビー・ハッチャーソン等が挙げられる。

## ディスコグラフィ

### リーダー・アルバム
- 『イン・ザ・ビギニング』 - In the beginning (1965年) ※自主制作デモ・テープ。レーベルからは1980年代に発売。
- 『ブラックストーンの伝承』 - Black Stone Legacy (1970年)
- 『ソング・オブ・ソングス』 - Song of Songs (1973年)
- 『ザ・ムーントレイン』 - Moontrane (1974年)
- 『ゲッティング・イット・トゥギャザー』 - Getting It Together (1975年) ※サンフランシスコ・エクスプレス名義
- 『ラヴ・ダンス』 - Love Dance (1976年)
- 『コンサート・アンサンブル - アット・ジ・ベルリナー・ジャズテイジ -』 - The Woody Shaw Concert Ensemble at the Berliner Jazztage (1976年)
- 『リトル・レッズ・ファンタジー』 - Little Red's Fantasy (1976年)
- 『ローズウッド』 - Rosewood (1977年)
- 『ステッピング・ストーンズ:ライヴ・アット・ヴィレッジ・ヴァンガード』 - Stepping Stones: Live at the Village Vanguard (1978年)
- 『ウディ3』 - Woody III (1979年)
- 『ジ・アイアン・メン』 - The Iron Men (1981年) ※with アンソニー・ブラクストン
- 『フォー・シュア!』 - For Sure! (1980年)
- 『ユナイテッド』 - United (1981年)
- 『ロータス・フラワー』 - Lotus Flower (1982年)
- 『マスター・オブ・ジ・アート』 - Master of the Art (1982年)
- 『ナイト・ミュージック』 - Night Music (1982年)
- The Time Is Right (1983年)
- 『セッティング・スタンダーズ』 - Setting Standards (1983年)
- 『ウィズ・トーン・ヤンシャ・カルテット』 - Woody Shaw with the Tone Jansa Quartet (1985年)
- 『トランペット伝説』 - Double Take (1985年) ※with フレディ・ハバード
- 『ソリッド』 - Solid (1986年)
- 『ドクター・チ』 - Dr. Chi (1986年) ※with トーン・ヤンシャ・カルテット
- In My Own Sweet Way (1987年)
- 『ハードバップ伝説』 - The Eternal Triangle (1987年) ※with フレディ・ハバード
- 『イマジネーション』 - Imagination (1987年)
- Bemsha Swing (1997年) ※1986年録音
- Woody Shaw Live Volume One (2000年)
- Woody Shaw Live Volume Two (2001年)
- Woody Shaw Live Volume Three (2002年)
- Woody Shaw Live Volume Four (2005年)
- Woody Plays Woody (2012年) ※コンピレーション
- Field Recordings of a Jazz Master (2012年)
- 『トウキョウ'81』 - Tokyo '81 (2018年)  ※1981年録音
- Live in Bremen 1983 (2018年) ※1983年録音

### ボックスセット
- The Complete CBS Studio Recordings of Woody Shaw (1992年)
- Woody Shaw: The Complete Columbia Albums Collection (2011年)
- Woody Shaw: The Complete Muse Sessions (2013年)